# Disco Tango
"Disco Tango" er en dansk sang sunget af Tommy Seebach ved Dansk Melodi Grand Prix 1979, hvor den også blev vindersang.
Den er skrevet af Keld Heick, og blev også sunget ved Eurovision Song Contest 1979. Da Heick skrev teksten var han inspireret af Shu-bi-dua og deres måde at skrive sangtekster på.

## Historie
Disco Tango var den tredje sungne sang efter den italienske Raggio di luna og den irske Cathal Dunne. Ved stemmeindsamlingen under ESC havde den fået 76 point, hvilket placerede den på en 6. plads ud af 19.
Sangen beskriver en pige som danser til diskomusik om natten, men om dagen lytter til Beethoven og dresserer. Der refereres også til John Travolta. Baggrundssangere er Debbie Cameron, Michael Elo og Ianne Elo. Alle disse tre samt Seebach var med i ESC igen med Krøller eller ej.
"Disco Tango blev efterfulgt i Eurovision Song Contest 1980 af Bamses Venners "Tænker altid på dig".
Sangen er af nogen beskyldt for at være et plagiat af Rolling Stones' Paint It Black.